# 鄧肯 (奧克拉荷馬州)
邓肯（英語：Duncan）是美国俄克拉荷马州史帝芬斯郡的郡治。2010年人口普查显示该地人口为23,431人。 该地哈利伯顿公司的诞生地，并以此闻名。哈利伯顿于1919年在此成立了哈利伯顿公司。 哈利伯顿在邓肯维护着七个不同的综合大楼以及一个员工休闲公园，但是公司办公室首先搬到了達拉斯，然后搬到了休斯敦。 
邓肯位于史帝芬斯郡的中心 ，在俄克拉荷马州于1907年建州后成为郡治。 1918年，史帝芬斯郡开设了油井，并以此迅速发展。 直到黑色风暴事件使棉花减少之前，棉花一直是主要农作物，但牛依然是经济发展的重要组成部分。 奇索姆步道在该镇成立之前经过了邓肯的东部，该镇是奇索姆步道遗产中心的所在地。

## 历史
奇索姆步道在该镇成立之前就经过了邓肯的东部。在得克萨斯州和堪萨斯州阿比林之间，估计有980万头长角牛曾被放牧。 在得知政府正在修建从堪萨斯州到得克萨斯州的芝加哥，岩石岛和太平洋铁路的扩建部分后，苏格兰人威廉·邓肯携其妻子、父母和其他亲戚在南北向奇瑟姆小径和阿巴克尔堡-锡尔堡东西向军事通道的交叉口建立了一个贸易站。 第一列火车于1892年6月27日到达，该日被视为城镇的正式诞生日期。 
这座城市的首批建筑大多为木结构，在被自然灾害摧毁后被砖石结构取代。1901年发生的四场大火烧毁了几栋建筑物。 
邓肯成立时位于印第安领地奇卡索国的皮肯斯县。 
邓肯位于斯蒂芬斯县的中心，在俄克拉荷马州于1907年建州后成为县城。作为县北部和南部居民之间的折衷方案，县法院大楼位于邓肯大街的中部，其中一半位于县城北部，另一半位于南部。大街在其两端绕了一个大圈。
油井于1918年在斯蒂芬斯县开设，引领了邓肯的快速发展。在油井开放后，政府立即禁止了棚屋的搭设，还制定了其他法规以有组织的方式引导发展。
1930年代建造了几栋都铎复兴风格的房屋。在大萧条之后，旨在改善经济的“工程进度管理”项目建造了公共图书馆，高中学校，体育场，游泳池，黑人社区的学校和礼堂，军械库以及许多桥梁和人行道。 
在第二次世界大战带来的经济繁荣期间，邓肯扩大了城市范围。在经济繁荣快要结束时，市中心地区繁荣程度开始下降。 